# Élections régionales de 1976 à Madère
Les élections régionales de 1976 (en portugais : Eleições legislativas regionais na Madeira em 1976) se sont tenues le 27 juin 1976 à Madère afin d'élire les 41 députés de l'Assemblée législative.

## Résultats
| Partis                   | Partis                                              | Voix    | %     | Sièges | +/- |
| ------------------------ | --------------------------------------------------- | ------- | ----- | ------ | --- |
|                          | Parti populaire démocratique (PPD)                  | 63 963  | 59,63 | 29     |     |
|                          | Parti socialiste (PS)                               | 23 968  | 22,34 | 8      |     |
|                          | Parti du centre démocratique et social (CDS)        | 10 185  | 9,50  | 2      |     |
|                          | Union démocratique populaire (UDP)                  | 5 466   | 5,10  | 2      |     |
|                          | Parti communiste portugais (PCP)                    | 1 959   | 1,83  | 0      |     |
|                          | Mouvement réorganisé du parti du prolétariat (MRPP) | 357     | 0,33  | 0      |     |
|                          | Suffrages invalides                                 | 1 367   | 1,27  |        |     |
|                          |                                                     |         |       |        |     |
| Total                    | Total                                               | 107 265 | 100   | 41     |     |
| Abstentions              | Abstentions                                         | 36 138  | 25,20 |        |     |
| Inscrits / participation | Inscrits / participation                            | 143 403 | 74,80 |        |     |